# 2808 Белграно
2808 Белграно (енгл. 2808 Belgrano) је астероид главног астероидног појаса чија средња удаљеност од Сунца износи 3,010 астрономских јединица (АЈ).
Апсолутна магнитуда астероида је 11,0.